# Yuan Xi
Yuan Xi (chinesisch 袁熙, Pinyin Yuán Xī, * 176; † 207) war der zweite Sohn des chinesischen Warlords Yuan Shao.
Er eroberte 191 für seinen Vater die You-Provinz. Nach dessen Tod 202 (infolge der Niederlage von Guandu) kämpften seine Brüder Yuan Tan und Yuan Shang um die Nachfolge, aber sie wurden von Cao Cao besiegt, und Yuan Xi musste mit Yuan Shang nach Liaoning zu Gongsun Kang fliehen. Ihr Gastgeber ließ sie jedoch ermorden und schickte ihre Köpfe als Tribut zu Cao Cao, dem er nominell untertan war.
Yuan Xis Gemahlin Zhen Luo wurde nach Luoyang zu Cao Cao gebracht, der sie mit seinem Sohn und Erben Cao Pi vermählte.
| Personendaten    | Personendaten                       |
| ---------------- | ----------------------------------- |
| NAME             | Yuan Xi                             |
| ALTERNATIVNAMEN  | 袁熙 (chinesisch); Yuán Xī (Pinyin) |
| KURZBESCHREIBUNG | chinesischer Feldherr               |
| GEBURTSDATUM     | 176                                 |
| STERBEDATUM      | 207                                 |